# 沙里湾泥
沙里湾泥，古国名，在今也门东北沿海的沙尔伟恩角一带，或谓即沙里八丹的讹音。
永乐十四年（1416年），沙里湾泥遣使到南京上贡当地物品，明成祖命郑和带着币帛回访，赐给沙里湾泥国。

## 延伸阅读
[在维基数据编辑]
 《欽定古今圖書集成·方輿彙編·邊裔典·沙里灣泥部》，出自陈梦雷《古今圖書集成》
 《古今圖書集成》
 《明史卷三百二十六》，出自《明史》